# 老挝饮食

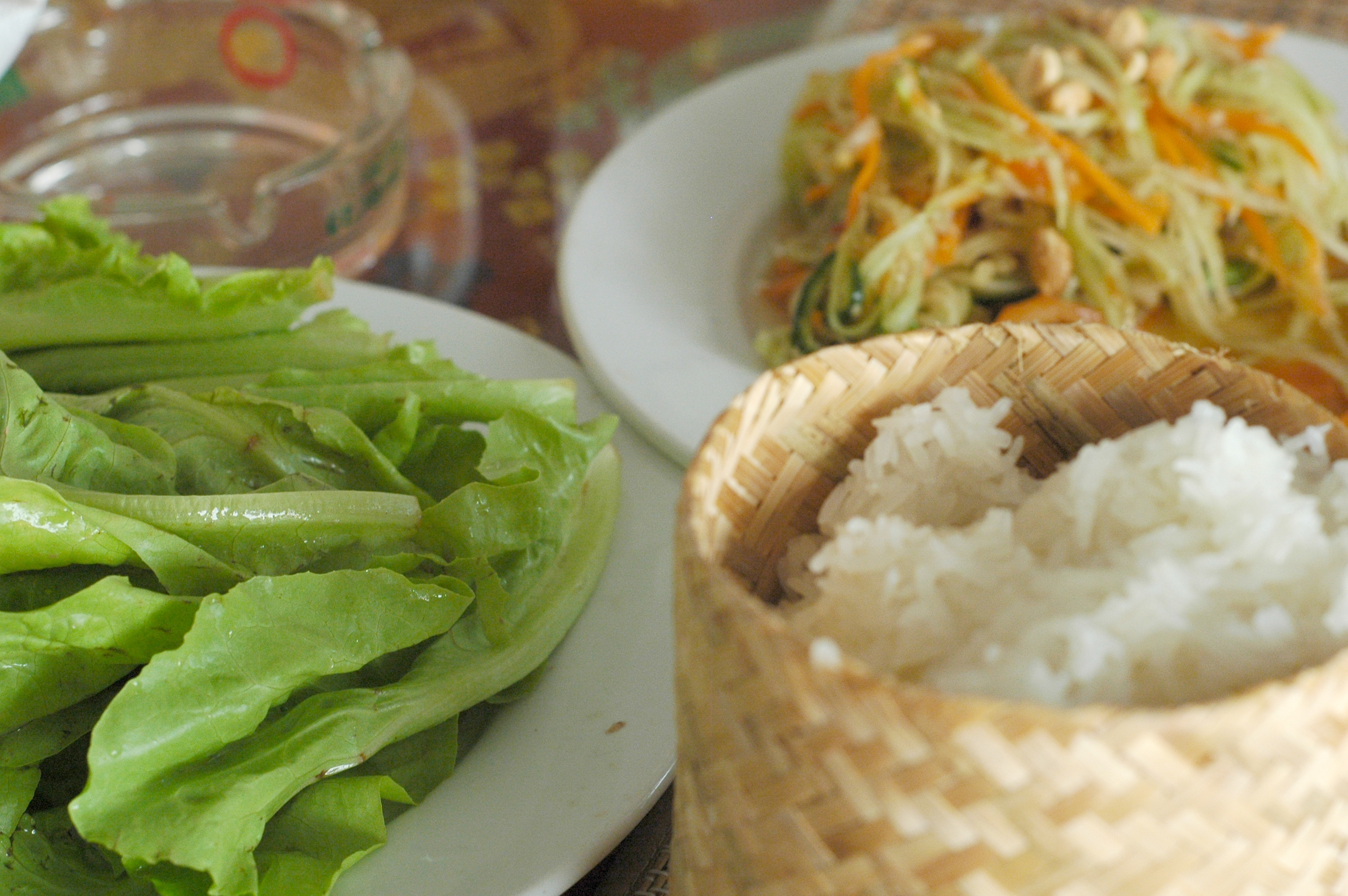
老挝菜肴，当中青木瓜沙拉配以用于包裹菜肴的菜叶，且以糯米为主食

寮國饮食指的是對寮国的飲食文化總稱。寮國料理总体上的特点是酸、辣、生，主张清爽并保持食材原味。其受到邻国中国、越南、泰国以及前宗主国法国的影响较大。
寮國地处热带，降雨量充沛，盛产稻米及各类蔬菜水果，河流密布，水产品亦能自给:7-9。寮國人的主食通常是糯米，老挝人是世界最常食用糯米的人群。老挝饮食的三大特色是糯米、腊普和青木瓜沙拉，其中腊普被视为老挝国菜，它用剁碎的鸡肉、牛肉、鸭肉、鱼肉、猪肉或蘑菇，混合蔬菜、豆腐、鱼露、青柠汁、蒜末和糯米粉等制成的，使用的肉可以是生肉也可以是熟肉。
寮國菜擅长随意混搭新鲜食材，喜爱辣椒，亦喜爱烘烤、烧烤或烩炒熟食:51。常用罗勒、薄荷、芫荽、柠檬草等香菜，以植物根茎营造辣苦味，以酸橙汁、箭叶橙汁营造酸味，以鱼汁、鱼露和虾酱营造咸鲜味，以辣椒营造辣味，此外也经常使用鱼露、葱油、花生碎粒调味:10。主食原料还包括鱼肉、鸡肉、鸭肉、猪肉、牛肉和水牛肉:72，而蔬菜则主要生食:8。米线（Khao piak sen）是当地人喜爱的早餐小吃，还会和中式油条（khao-nom khuu）一同食用。甜辣酱面是常见的一种凉拌面食，上浇甜辣味的椰汁。受到法国殖民的影响，在万象等大城市内的民众流行食用法式面包、三明治并搭配咖啡:73。老挝人一般是集体用餐。大部分菜肴都需要和糯米饭一同食用，通常是用手抓一团糯米捏成饭团，蘸菜进食。在餐馆聚餐时，习惯上每个人点一道菜，菜肴同时上齐。老挝人通常不关心食品是否温热，也缺乏對食物生熟的关心，而急于进食滚烫的菜肴会被视为无礼:76:246。

## 外部連結
- 柬華日報-老挝美食新鲜低脂 （页面存档备份，存于）
- VOA-她让你在美国首都也能吃到老挝菜 （页面存档备份，存于）